# Liviu Dănceanu
Liviu Dănceanu (* 19. Juli 1954 in Roman; † 26. Oktober 2017) war ein rumänischer Komponist.
Dănceanu studierte Komposition bei Ștefan Niculescu an der Universität von Bukarest und war danach Schüler von Iannis Xenakis, Włodzimierz Kotoński und Paul Patterson. Ab 1990 unterrichtete er an der Universität von Bukarest.
Er war Gründer (1985) und musikalischer Leiter des Ensembles für zeitgenössische Musik Archaeus und künstlerischer Leiter des Festivals Zilele muzicii contemporane in Bacău. Von 1991 bis 1994 war er Präsident der rumänischen Sektion der International Society for Contemporary Music (ISCM). Für seine Kompositionen wurde er u. a. mit dem George-Enescu-Preis der Academia Română (1989), dem Preis der Musikkritik (1991) und dem Preis der rumänischen Komponistenunion (1988, 1990 und 1994) ausgezeichnet. Beim Kompositionswettbewerb Antidogma Musica in Turin erhielt er 1994 eine ehrende Erwähnung.
Er komponierte mehr als 100 sinfonische, kammermusikalische und vokale Werke und publizierte Studien, Essays und Kritiken in musikalischen Fachzeitschriften.